# Alan Musgrave
Alan Musgrave, angleško-novozelandski filozof, * 1940, Manchester, Združeno kraljestvo.
Ukvarja se z epistemologijo, zgodovino in filozofijo znanosti. Njegovo najpomembnejše delo je Common Sense, Science and Scepticism (Zdrava pamet, znanost in skepticizem), saj predstavlja temeljne ideje epistemologije. Bil je tudi profesor na Univerzi v Ottawi, kjer je vodil filozofski oddelek, ki je bil priznan kot najuspešnejši v državi.

## Življenje
Alan Musgrave je novozelandski filozof, britanskega porekla, ki se je rodil 1. 1. 1940 v Manchestru, Velika Britanija. Obiskoval je londonsko LSE (Londonsko ekonomsko univerzo) in diplomiral iz filozofije in ekonomije. Doktorat je dokončal leta 1969, pod vodstvom Karla Popperja. Musgrave je najprej delal kot njegov pomočnik, kasneje pa kot predavatelj na Univerze Otago, kjer je tudi vodil filozofski oddelek med leti 1970-2005. Leta 1970 sta Musgrave in njegov kolega Imre Lakatos uredila zbornik Kritika in rast znanja (Criticism and the Growth of Knowledge). Leta 1992 je Musgrave napisal knjigo Zdrava pamet, znanost in skepticizem (Common Sense, Science and Scepticism), ki predstavlja uvodno knjigo v epistemologijo. Svoje univerzitetne spise je leta 1999 združil v knjigo Eseji na temo realizma in racionalizma (Essays on Realism and Rationalism). Leta 2006 je bil nagrajen z Jubilejnim zbornikom: Rationality and Reality: Conversations with Alan Musgrave. Njegova uvodna knjiga na temo znanosti, religije in matematike, ki se imenuje Vsakodnevne pridige: eseji o znanosti in filozofiji (Secular Sermons: Essays on Science and Philosophy), pa je izšla leta 2009. Filozofski oddelek v Otagu, katerega je vodil Musgrave, je bil leta 2003 in 2006 razglašen za najuspešnejši oddelek med vsemi akademskimi disciplinami na Novi Zelandiji. Leta 2012 je prejel najvišjo nagrado Univerze v Ottawi the Distinguished Research Medal, ki se podeljuje za izjemne dosežke na znanstvenem področju. V njegovo čast je bila uvedena tudi Musgravevova štipendija, ki omogoča mednarodnim študentom študij filozofije.

## Filozofsko delo
Njegovo področje dela je epistemologija, zgodovina in filozofija znanosti, še posebej pomembne pa so raziskave na področju biološke filozofije. Precejšnji del svoje kariere je posvetil preučevanju del Charlesa Darwina, ki je zaslužen za odkritje evolucije. Skozi kariero je zagovarjal znanstveno realnosti in racionalizem, nasprotoval pa je številnim vrstam idealizma. Gledano iz stališča metafizike je Musgrave nominalist; zagovarja stališče, ki se imenuje pleonastični platonizem. "Pleonastičen" je pojem z grškimi koreninami, ki pomeni »pretiran«. Platonizem pa je pravzaprav iluzija razlike, iluzorno razlikovanje sofistike in filozofije, ideologije in znanosti. Platon je skušal dati precizen teoretičen status filozofiji, medtem ko je platonizem originalna filozofija. Ker pa je on »začetnik« filozofije, je odslej vsa filozofija, ki to hoče biti, bolj ali manj platonistična. V večini del Musgravea je viden vpliv njegovega mentorja in učitelja Karla Pooperja, ki ga je poučeval na LSE. Musgrave in Lakatos sta med študijem v Londonu delila pisarno.
Njegova oblika racionalizma je subjektivna, trdi pa tudi, da je njegova oblika boljša od Pooperjevega racionalizma, ki se sklicuje na iracionalizem. Iracionalizem je filozofska smer, ki zavrača naziranje, da je najvišji ali edini vir spoznanja razum, neodvisen od čustev in čutnih zaznav. Znanstveni realizem, ki ga Musgrave zagovarja, pravi, da če neka teorija dokaže naša predvidevanja oz. naše hipoteze, je razumno verjeti, da je ta ista teorija pravilna. 
Musgravevova oblika realizma se kaže predvsem na znanstvenem področju. Trdi, da znanost ni vedno pravilna, le da sprejmemo nekatere dele kot resnične. Primer so npr. elektroni, ki mogoče ne obstajajo, vendar to še ne pomeni, da ne bi smeli verjeti v njihov obstoj.
Musgrave verjame v znanstveno teorijo le, če izhaja iz novih predpostavk oz. novel predictions. Je eden izmed redkih filozofov, ki razlikuje med takšnimi in navadnimi predpostavkami. A novel prediciton je predpostavka, ki ne izhaja iz hipoteze, ampak se sestavi po izvedbi poskusa. Če znanstvena teorija (hipoteza) predpostavi nekaj o nečem neznanem, mora biti teorija resnična ali pa so nove predpostavke slučajno dokazali. Ta argument so napovedali že nekateri Musgravevovi predhodniki, med najbolj znanimi Hilary Putman. 
Kot profesor je Musgrave je deloval v manjši skupini filozofov, ki predpostavlja, da je argument lahko resničen, če temelji izključno na novih predpostavkah. Vendar je to težko logično dokazati, brez zadostne razlage in sklepa, ki bi ga moral zagovarjati. Musgrave zagovarja svoj položaj, da dela sklep o neki razumni ideji raje kot o resnici. Pozna razliko med tem, da si prepričan v resničnost teorije, ali pa, da v to le verjameš. S tem se izogne pomislekom o resničnosti.

### Dela
- Criticism and the Growth of Knowledge (Kritika in rast znanja), 1970.
- Common Sense, Science and Scepticism (Zdrava pamet, znanost in skepticizem), 1992.
- Essays on Realism and Rationalism (Eseji na temo realizma in racionalizma), 1999.
- Secular Sermons: Essays on Science and Philosophy (Eseji o znanosti in filozofiji), 2009.

V slovenščino njegova dela niso prevedena, je pa omenjen v članku slovenskega avtorja Anderja Pinterja, z naslovom Altagswissen, Wissenschaft und Skeptizismus.
V knjigi Common Sense, Science and Scepticism se Musgrave sprašuje, če smo pravzaprav lahko prepričani v karkoli. Ljudi deli v dve skupini; na tiste, ki mislijo, da lahko (pravimo jim dogmatiki) in tiste, ki verjamejo da ne moremo (pravimo jim skeptiki). Teorija o znanju ali drugače imenovana epistemologija je važna debata med tema idejama. Musgravova knjiga Common sense, science and scepticism predstavlja uvod v to debato. Večji del knjige zagovarja skeptično razmišljanje. Razvije tudi povsem tretji pogled na to temo imenovan falibilizem ali kritični racionalizem, ki vključuje brezkompromisni realizem o dojemanju, znanosti in naravi resnice. 